# The Old Guard (film 1913)
The Old Guard è un cortometraggio muto del 1913 scritto, diretto e interpretato da James Young.

## Produzione
Il film fu prodotto dalla Vitagraph Company of America. Venne girato in Canada, nel Québec.

## Distribuzione
Distribuito dalla General Film Company, il film - un cortometraggio di 200 metri - uscì nelle sale cinematografiche statunitensi il 28 febbraio 1913. Nelle proiezioni, veniva programmato con il sistema dello split reel, accorpato in un'unica bobina con un altro cortometraggio prodotto dalla Vitagraph, il documentario Governor Wilson.